# 뇌염
뇌염(腦炎, encephalitis)은 뇌막염과 달리 뇌 실질을 침범함으로써 발열, 두통과 함께 의식장애와 경련(간질 발작), 기타 국소신경학적 장애를 보이는 질환이다. 그러나 뇌막염과는 달리 두통은 대개 심하지 않다. 만약 열이 나면서, 의식이 혼미해지거나 경련(간질 발작)을 보인다면, 뇌염 증상을 의심해야 하며 지체없이 병원을 찾아야 한다. 바이러스 뇌염은 대개 약물치료에 잘 반응하지 않기 때문에 심각한 후유증을 남기며, 심한 경우 사망에 이르게 하는 무서운 질환이다.

## 같이 보기
- 일본뇌염
- 뇌막염
- 에코노모 뇌염
- 크누트